# 中島はるみ (モデル)
中島 はるみ（なかじま はるみ、英: Harumi Nakajima, 1964年10月11日 - ）は、神奈川県出身の日本の女性モデル、タレント。エヴァーグリーン・エンタテイメントを経て現在はホリプロ系列のモデルエージェンシー「ブース」に所属。身長177cm。

## 略歴
1979年に「キリンレモン」第6代イメージガールとしてデビューし、のちに雑誌モデルとして活動した。相模原市立旭中学校卒。
1981年にシングル「シャンプー」で7月21日に歌手活動を始め、シングル「気分を着換えて」、アルバム『LOOK AT ME...』を発売した。女優として「2年B組仙八先生」や「西部警察 PART-II」などに出演したが、モデルに戻り女性ファッション誌を中心に活動。仕事に専念するために大学を中退する。
1996年、結婚を機にモデル活動を一度引退する。主婦業に専念していたが、知人から「子どもはいつか離れていくよ。子どもから手が離れた後、空いた時間ができてから何かを始めても遅いのよ」と聞いたのをきっかけに、モデルとして再び活動を再開し2003年から二子玉マダムとして活動。また、ベジタブルマイスター、テーブルコーディネーター、犬のトリマーなどの検定に合格している。
2020年代以後もテレビショッピング専門チャンネル「ショップチャンネル」などにモデルとして出演。

## 出演

### 雑誌
- CLASSY.（光文社）
- VERY（光文社、2003年2月 - ）専属モデル
- Mart（光文社、2004年10月 - ）レギュラーモデル

### テレビ番組

#### テレビドラマ
- 2年B組仙八先生（TBS系、1981年）
- 西部警察 PART-II 第32話「狙われたシンデレラ」（テレビ朝日 / 石原プロ、1983年） - 安斉はるみ 役

#### バラエティ番組
- ドリフ大爆笑（フジテレビ、1981年8月）志村けんのバカ殿様の腰元役
- アップルシティー500（TBS系）
- 〜主婦への新・生活提言〜素敵なカリスマダム（テレビ東京、2005年4月 ）レギュラー出演

### CM
- キリンビバレッジ「キリンレモン」
- カネボウ化粧品「マイデイト・ミルキィモイスト」（スキンケア商品）[注釈 2]
- ハウス食品「とんがりコーン・コンソメパンチ」「冷やしつけ麺」
- サクラカラー「百年プリント」
- 明星「麺'S倶楽部」
- トステム住宅研究所「アイフルホーム#2 挨拶編」（2008年）
- キャドバリー・ジャパン「キシリクリスタル」ウエンツ瑛士「3人重ね」篇（2008年）

## 音楽
※　すべてトーラスレコードより発売。

### シングル
| 発売日        | 規格 | 規格品番  | 面 | タイトル               | 作詞       | 作曲     | 編曲     |
| ------------- | ---- | --------- | -- | ---------------------- | ---------- | -------- | -------- |
| 1981年7月21日 | EP   | 07TR-1001 | A  | シャンプー             | 川野珠音   | 梅林茂   | 梅林茂   |
| 1981年7月21日 | EP   | 07TR-1001 | B  | つややかなミッドヌーン | 松田侑利子 | 佐藤健   | 萩田光雄 |
| 1982年3月21日 | EP   | 07TR-1008 | A  | 気分を着換えて         | 三浦徳子   | 林哲司   | 林哲司   |
| 1982年3月21日 | EP   | 07TR-1008 | B  | ミリオン・コール       | 尾関昌也   | 尾関昌也 | 村松邦男 |

### アルバム

#### オリジナル・アルバム
| 1982年5月21日 | LP  | 28TR-2006              | Look At Me... \| 面 \| No. \| タイトル \| 作詞 \| 作曲 \| 編曲 \| \| -- \| --- \| ---------------------- \| --------------------- \| -------- \| -------- \| \| A \| 1 \| 恋のアンテナ・右廻り \| 中島はるみ 松田侑利子 \| 加藤和彦 \| 清水信之 \| \| A \| 2 \| 気分を着替えて \| 三浦徳子 \| 林哲司 \| 林哲司 \| \| A \| 3 \| サラダ \| 林真理子 \| 梅林茂 \| 梅林茂 \| \| A \| 4 \| Look At Me... \| 中島はるみ \| 梅林茂 \| 梅林茂 \| \| A \| 5 \| つややかなミッドヌーン \| 松田侑利子 \| 佐藤健 \| 萩田光雄 \| \| B \| 1 \| ガラスのモナリザ \| 尾関昌也 \| 尾関昌也 \| 萩田光雄 \| \| B \| 2 \| シャンプー \| 川野珠音 \| 梅林茂 \| 梅林茂 \| \| B \| 3 \| 卒業パーティー \| 中島はるみ \| 佐孝康夫 \| 船山基紀 \| \| B \| 4 \| 朝の悲しみ \| 岡田冨美子 \| 佐藤健 \| 船山基紀 \| \| B \| 5 \| ミリオン・コール \| 尾関昌也 \| 尾関昌也 \| 村松邦男 \| \| B \| 6 \| ポケッタブル・ラブ \| 林真理子 \| 渋谷祐子 \| 富樫春生 \| |          |          |
| 面            | No. | タイトル               | 作詞 | 作曲     | 編曲     |
| A             | 1   | 恋のアンテナ・右廻り   | 中島はるみ 松田侑利子 | 加藤和彦 | 清水信之 |
| A             | 2   | 気分を着替えて         | 三浦徳子 | 林哲司   | 林哲司   |
| A             | 3   | サラダ                 | 林真理子 | 梅林茂   | 梅林茂   |
| A             | 4   | Look At Me...          | 中島はるみ | 梅林茂   | 梅林茂   |
| A             | 5   | つややかなミッドヌーン | 松田侑利子 | 佐藤健   | 萩田光雄 |
| B             | 1   | ガラスのモナリザ       | 尾関昌也 | 尾関昌也 | 萩田光雄 |
| B             | 2   | シャンプー             | 川野珠音 | 梅林茂   | 梅林茂   |
| B             | 3   | 卒業パーティー         | 中島はるみ | 佐孝康夫 | 船山基紀 |
| B             | 4   | 朝の悲しみ             | 岡田冨美子 | 佐藤健   | 船山基紀 |
| B             | 5   | ミリオン・コール       | 尾関昌也 | 尾関昌也 | 村松邦男 |
| B             | 6   | ポケッタブル・ラブ     | 林真理子 | 渋谷祐子 | 富樫春生 |